# Discografia dei Mr. Big
La seguente è una discografia comprensiva del gruppo musicale statunitense Mr. Big.

## Album

### Album in studio
| Anno                                                                                               | Titolo                                                                                         | Classifiche | Classifiche | Classifiche | Classifiche | Classifiche | Classifiche | Classifiche | Classifiche | Classifiche | Classifiche | Classifiche | Classifiche | Classifiche | Classifiche | Certificazioni                                                                          |
| Anno                                                                                               | Titolo                                                                                         | US          | AUS         | AUT         | CAN         | FIN         | GER         | JPN         | ITA         | NLD         | NOR         | NZ          | SWE         | SWI         | UK          | Certificazioni                                                                          |
| -------------------------------------------------------------------------------------------------- | ---------------------------------------------------------------------------------------------- | ----------- | ----------- | ----------- | ----------- | ----------- | ----------- | ----------- | ----------- | ----------- | ----------- | ----------- | ----------- | ----------- | ----------- | --------------------------------------------------------------------------------------- |
| 1989                                                                                               | Mr. Big - Pubblicazione: 20 giugno 1989 - Etichetta: Atlantic Records                          | 46          | —           | —           | 73          | —           | —           | 22          | —           | —           | —           | —           | 34          | —           | 60          | - JPN: Oro                                                                              |
| 1991                                                                                               | Lean into It - Pubblicazione: 26 marzo 1991 - Etichetta: Atlantic Records                      | 15          | 18          | 3           | 4           | 6           | 9           | 6           | —           | 20          | 10          | 18          | 13          | 3           | 28          | - AUS: Oro - AUT: Oro - CAN: Platino - GER: Oro - JPN: Platino - SWI: Oro - US: Platino |
| 1993                                                                                               | Bump Ahead - Pubblicazione: 17 settembre 1993 - Etichetta: Atlantic Records                    | 82          | —           | 22          | —           | 28          | 39          | 4           | —           | —           | —           | —           | 36          | 16          | 61          | - JPN: Platino                                                                          |
| 1996                                                                                               | Hey Man - Pubblicazione: 25 gennaio 1996 - Etichetta: Atlantic Records                         | —           | —           | —           | —           | —           | 74          | 1           | —           | —           | —           | —           | —           | 48          | —           | - JPN: Platino                                                                          |
| 2000                                                                                               | Get Over It - Pubblicazione: 21 marzo 2000 - Etichetta: Atlantic Records                       | —           | —           | —           | —           | —           | —           | 5           | —           | —           | —           | —           | —           | —           | —           | - JPN: Oro                                                                              |
| 2001                                                                                               | Actual Size - Pubblicazione: 25 settembre 2001 - Etichetta: Atlantic Records                   | —           | —           | —           | —           | —           | —           | 5           | —           | —           | —           | —           | —           | —           | —           | - JPN: Oro                                                                              |
| 2011                                                                                               | What If... - Pubblicazione: 21 gennaio 2011 - Etichetta: Frontiers Records                     | —           | —           | 71          | —           | —           | 50          | 7           | 71          | —           | —           | —           | —           | 36          | —           |                                                                                         |
| 2014                                                                                               | ...The Stories We Could Tell - Pubblicazione: 30 settembre 2014 - Etichetta: Frontiers Records | 158         | —           | —           | —           | —           | 93          | 6           | —           | —           | —           | —           | —           | 51          | —           |                                                                                         |
| 2017                                                                                               | Defying Gravity - Pubblicazione: 7 luglio 2017 - Etichetta: Frontiers Records                  | —           | —           | —           | —           | —           | 65          | 9           | —           | —           | —           | —           | —           | 32          | —           |                                                                                         |
| "—" indica una pubblicazione che non si è classificata o che non è stata pubblicata in quel Paese. |                                                                                                |             |             |             |             |             |             |             |             |             |             |             |             |             |             |                                                                                         |

### Album dal vivo
| Anno                                                                                               | Titolo                                                                             | Classifiche | Classifiche | Classifiche | Classifiche | Classifiche | Classifiche | Certificazioni |
| Anno                                                                                               | Titolo                                                                             | US          | AUT         | GER         | JPN         | UK          | SWI         | Certificazioni |
| -------------------------------------------------------------------------------------------------- | ---------------------------------------------------------------------------------- | ----------- | ----------- | ----------- | ----------- | ----------- | ----------- | -------------- |
| 1990                                                                                               | Raw Like Sushi - Etichetta: Atlantic Records                                       | —           | —           | —           | 32          | —           | —           |                |
| 1992                                                                                               | Mr. Big Live - Etichetta: Atlantic Records                                         | —           | 37          | —           | 45          | —           | —           |                |
| 1992                                                                                               | Raw Like Sushi II - Etichetta: Atlantic Records                                    | —           | —           | —           | 8           | —           | —           | - JPN: Oro     |
| 1994                                                                                               | Japandemonium: Raw Like Sushi 3 - Etichetta: Atlantic Records                      | —           | —           | —           | 11          | —           | —           | - JPN: Platino |
| 1996                                                                                               | Channel V at the Hard Rock Live - Etichetta: Atlantic Records                      | —           | —           | —           | 32          | —           | —           |                |
| 1997                                                                                               | Live at Budokan - Etichetta: Atlantic Records                                      | —           | —           | —           | 20          | —           | —           |                |
| 2002                                                                                               | In Japan - Etichetta: Atlantic Records                                             | —           | —           | —           | 12          | —           | —           |                |
| 2009                                                                                               | Back to Budokan - Etichetta: Frontiers Records                                     | —           | —           | —           | 50          | —           | —           |                |
| 2012                                                                                               | Live from the Living Room - Etichetta: Frontiers Records                           | —           | —           | —           | —           | —           | —           |                |
| 2012                                                                                               | Raw Like Sushi 100: Live in Japan 100th Anniversary - Etichetta: WHD International | —           | —           | —           | —           | —           | —           |                |
| 2015                                                                                               | Raw Like Sushi 114 - Etichetta: WHD International                                  | —           | —           | —           | —           | —           | —           |                |
| 2018                                                                                               | Live from Milan - Etichetta: Frontiers Records                                     | —           | —           | 85          | 35          | —           | 66          |                |
| "—" indica una pubblicazione che non si è classificata o che non è stata pubblicata in quel Paese. |                                                                                    |             |             |             |             |             |             |                |

### Raccolte
| Anno                                                                                               | Titolo                                                           | Classifiche | Classifiche | Classifiche | Certificazioni    |
| Anno                                                                                               | Titolo                                                           | US          | JPN         | UK          | Certificazioni    |
| -------------------------------------------------------------------------------------------------- | ---------------------------------------------------------------- | ----------- | ----------- | ----------- | ----------------- |
| 1996                                                                                               | Big Bigger Biggest: Greatest Hits - Etichetta: Atlantic Records  | —           | 2           | —           | - JPN: 4× Platino |
| 2000                                                                                               | Deep Cuts: The Best of the Ballads - Etichetta: Atlantic Records | —           | 12          | —           | - JPN: Oro        |
| 2004                                                                                               | Greatest Hits - Etichetta: Atlantic Records                      | —           | 70          | —           |                   |
| 2009                                                                                               | Next Time Around - Best of Mr. Big - Etichetta: Atlantic Records | —           | 10          | —           |                   |
| 2014                                                                                               | Mr. Big: The Vault - Etichetta: WHD International                | —           | 76          | —           |                   |
| "—" indica una pubblicazione che non si è classificata o che non è stata pubblicata in quel Paese. |                                                                  |             |             |             |                   |

## Singoli
| Anno                                                                                               | Singolo                                                     | Classifiche | Classifiche   | Classifiche    | Classifiche | Classifiche | Classifiche | Classifiche | Classifiche | Classifiche | Classifiche | Classifiche | Classifiche | Classifiche | Classifiche | Classifiche | Classifiche | Certificazioni                                            | Album di provenienza               |
| Anno                                                                                               | Singolo                                                     | US          | US Main. Rock | US Adult Cont. | AUS         | AUT         | CAN         | FIN         | FRA         | GER         | JPN         | NLD         | NOR         | NZ          | SWE         | SWI         | UK          | Certificazioni                                            | Album di provenienza               |
| -------------------------------------------------------------------------------------------------- | ----------------------------------------------------------- | ----------- | ------------- | -------------- | ----------- | ----------- | ----------- | ----------- | ----------- | ----------- | ----------- | ----------- | ----------- | ----------- | ----------- | ----------- | ----------- | --------------------------------------------------------- | ---------------------------------- |
| 1989                                                                                               | Addicted to That Rush                                       | —           | 39            | —              | —           | —           | —           | —           | —           | —           | 22          | —           | —           | —           | —           | —           | —           |                                                           | Mr. Big                            |
| 1989                                                                                               | Wind Me Up                                                  | —           | —             | —              | —           | —           | —           | —           | —           | —           | —           | —           | —           | —           | —           | —           | —           |                                                           | Mr. Big                            |
| 1991                                                                                               | Daddy, Brother, Lover, Little Boy (The Electric Drill Song) | —           | —             | —              | —           | —           | —           | —           | —           | —           | —           | —           | —           | —           | —           | —           | —           |                                                           | Lean into It                       |
| 1991                                                                                               | Green-Tinted Sixties Mind                                   | —           | 33            | —              | —           | —           | —           | —           | —           | —           | 48          | —           | —           | —           | —           | —           | 72          |                                                           | Lean into It                       |
| 1992                                                                                               | To Be with You                                              | 1           | 19            | 11             | 1           | 1           | 1           | 6           | 10          | 1           | 1           | 1           | 1           | 1           | 1           | 1           | 3           | - AUS: Platino - GER: Oro - JPN: Oro - NLD: Oro - US: Oro | Lean into It                       |
| 1992                                                                                               | Just Take My Heart                                          | 16          | 18            | —              | 27          | —           | 16          | 18          | —           | 29          | —           | 17          | —           | 40          | 35          | 20          | 26          |                                                           | Lean into It                       |
| 1993                                                                                               | Wild World                                                  | 27          | 33            | —              | —           | 7           | 9           | —           | 39          | 24          | 3           | 11          | 10          | 39          | 10          | 7           | 59          |                                                           | Bump Ahead                         |
| 1994                                                                                               | Ain't Seen Love Like That                                   | 83          | —             | —              | —           | —           | 35          | —           | —           | —           | 94          | —           | —           | —           | —           | —           | —           |                                                           | Bump Ahead                         |
| 1994                                                                                               | Nothing but Love                                            | —           | —             | —              | —           | —           | —           | —           | —           | —           | —           | —           | —           | —           | —           | —           | —           |                                                           | Bump Ahead                         |
| 1994                                                                                               | Colorado Bulldog                                            | —           | —             | —              | —           | —           | —           | —           | —           | —           | —           | —           | —           | —           | —           | —           | —           |                                                           | Bump Ahead                         |
| 1996                                                                                               | Goin' Where the Wind Blows                                  | —           | —             | —              | —           | —           | —           | —           | —           | —           | 93          | —           | —           | —           | —           | —           | —           |                                                           | Hey Man                            |
| 1996                                                                                               | Take Cover                                                  | —           | —             | —              | —           | —           | —           | —           | —           | —           | 2           | —           | —           | —           | —           | —           | —           |                                                           | Hey Man                            |
| 1996                                                                                               | Dancin' Right into the Flame                                | —           | —             | —              | —           | —           | —           | —           | —           | —           | —           | —           | —           | —           | —           | —           | —           |                                                           | Hey Man                            |
| 1996                                                                                               | Stay Together                                               | —           | —             | —              | —           | —           | —           | —           | —           | —           | 7           | —           | —           | —           | —           | —           | —           |                                                           | Big Bigger Biggest: Greatest Hits  |
| 1997                                                                                               | Not One Night                                               | —           | —             | —              | —           | —           | —           | —           | —           | —           | —           | —           | —           | —           | —           | —           | —           |                                                           | Big Bigger Biggest: Greatest Hits  |
| 1999                                                                                               | Superfantastic                                              | —           | —             | —              | —           | —           | —           | —           | —           | —           | 5           | —           | —           | —           | —           | —           | —           |                                                           | Get Over It                        |
| 2000                                                                                               | Static                                                      | —           | —             | —              | —           | —           | —           | —           | —           | —           | —           | —           | —           | —           | —           | —           | —           |                                                           | Get Over It                        |
| 2000                                                                                               | Where Are They Now?                                         | —           | —             | —              | —           | —           | —           | —           | —           | —           | —           | —           | —           | —           | —           | —           | —           |                                                           | Deep Cuts: The Best of the Ballads |
| 2001                                                                                               | Shine                                                       | —           | —             | —              | —           | —           | —           | —           | —           | —           | 4           | —           | —           | —           | —           | —           | —           |                                                           | Actual Size                        |
| 2001                                                                                               | Arrow                                                       | —           | —             | —              | —           | —           | —           | —           | —           | —           | —           | —           | —           | —           | —           | —           | —           |                                                           | Actual Size                        |
| 2009                                                                                               | Next Time Around                                            | —           | —             | —              | —           | —           | —           | —           | —           | —           | —           | —           | —           | —           | —           | —           | —           |                                                           | Back to Budokan                    |
| 2010                                                                                               | Undertow                                                    | —           | —             | —              | —           | —           | —           | —           | —           | —           | —           | —           | —           | —           | —           | —           | —           |                                                           | What If...                         |
| 2011                                                                                               | All the Way Up                                              | —           | —             | —              | —           | —           | —           | —           | —           | —           | —           | —           | —           | —           | —           | —           | —           |                                                           | What If...                         |
| 2017                                                                                               | Everybody Needs a Little Trouble                            | —           | —             | —              | —           | —           | —           | —           | —           | —           | —           | —           | —           | —           | —           | —           | —           |                                                           | Defying Gravity                    |
| 2017                                                                                               | Defying Gravity                                             | —           | —             | —              | —           | —           | —           | —           | —           | —           | —           | —           | —           | —           | —           | —           | —           |                                                           | Defying Gravity                    |
| "—" indica una pubblicazione che non si è classificata o che non è stata pubblicata in quel Paese. |                                                             |             |               |                |             |             |             |             |             |             |             |             |             |             |             |             |             |                                                           |                                    |

## Videografia
- Lean Into It (1992)
- Live and Kickin' (1992)
- A Group Portrait (1993)
- Bump Ahead - Live in Japan  (1993)
- Big Bigger Biggest: The Best of Mr. Big (1996)
- Farewell Live In Japan (2002)
- Back to Budokan (2009)
- Raw Like Sushi 100 (2012)
- Raw Like Sushi 114 (2015)
- Live from Milan (2018)